# Úngula

Una forma sencilla de úngula: la cuña esférica

En geometría del espacio, una úngula es una región de un sólido de revolución, cortada por un plano oblicuo a su base. Un ejemplo común es la cuña esférica. El término "úngula" se refiere a la pezuña de un caballo, una característica anatómica que define una clase de mamíferos denominados ungulados.
El volumen de una úngula de un cilindro fue calculado por Grégoire de Saint-Vincent. Dos cilindros con radios iguales y ejes perpendiculares se cruzan en cuatro úngulas dobles. El bicilindro formado por la intersección había sido medido por Arquímedes en El método de los teoremas mecánicos, pero el manuscrito permaneció perdido hasta el año 1906.
Un historiador del cálculo infinitesimal describió el papel de la úngula en la integración en los términos siguientes:

El propio Grégoire se preocupó principalmente de ilustrar, haciendo referencia a la "úngula", que la integración volumétrica podría reducirse, a través del ductus in planum, a una consideración de las relaciones geométricas entre sus abatimientos en figuras planas. La "úngula", sin embargo, resultó ser una valiosa fuente de inspiración para quienes la siguieron y vieron en ella un medio para representar y transformar integrales de muchas maneras ingeniosas.: 146 

## Úngula cilíndrica

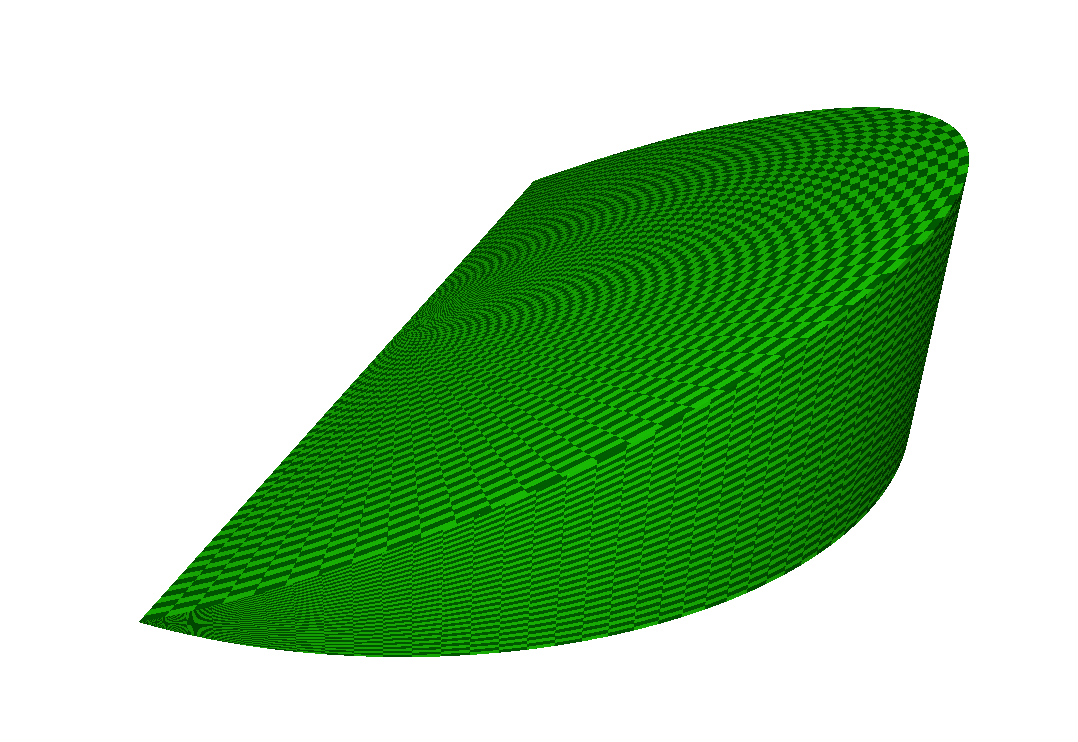
Úngula de un cilindro circular recto

Una úngula cilíndrica de radio base r y altura h tiene volumen
{\displaystyle V={2 \over 3}r^{2}h} ,.
Su superficie total es
{\displaystyle A={1 \over 2}\pi r^{2}+{1 \over 2}\pi r{\sqrt {r^{2}+h^{2}}}+2rh},
el área de la superficie de su pared lateral curvada es
{\displaystyle A_{s}=2rh},
y el área de la superficie de su techo (techo inclinado) es
{\displaystyle A_{t}={1 \over 2}\pi r{\sqrt {r^{2}+h^{2}}}}.

### Demostración
Considérese un cilindro {\displaystyle x^{2}+y^{2}=r^{2}} delimitado abajo por el plano {\displaystyle z=0} y arriba por el plano {\displaystyle z=ky} donde k es la pendiente del techo inclinado:
{\displaystyle k={h \over r}}.
Cortando el volumen en rebanadas paralelas al eje y, entonces una rebanada diferencial, con forma de prisma triangular, tiene volumen
{\displaystyle A(x)\,dx}
donde
{\displaystyle A(x)={1 \over 2}{\sqrt {r^{2}-x^{2}}}\cdot k{\sqrt {r^{2}-x^{2}}}={1 \over 2}k(r^{2}-x^{2})}
es el área de un triángulo rectángulo cuyos vértices son, {\displaystyle (x,0,0)}, {\displaystyle (x,{\sqrt {r^{2}-x^{2}}},0)} y {\displaystyle (x,{\sqrt {r^{2}-x^{2}}},k{\sqrt {r^{2}-x^{2}}})},
y cuya base y altura son por tanto {\displaystyle {\sqrt {r^{2}-x^{2}}}} y {\displaystyle k{\sqrt {r^{2}-x^{2}}}}, respectivamente.
Entonces el volumen de toda la úngula cilíndrica es
{\displaystyle V=\int _{-r}^{r}A(x)\,dx=\int _{-r}^{r}{1 \over 2}k(r^{2}-x^{2})\,dx}
{\displaystyle \qquad ={1 \over 2}k{\Big (}[r^{2}x]_{-r}^{r}-{\Big [}{1 \over 3}x^{3}{\Big ]}_{-r}^{r}{\Big )}={1 \over 2}k(2r^{3}-{2 \over 3}r^{3})={2 \over 3}kr^{3}}
que es igual a
{\displaystyle V={2 \over 3}r^{2}h}
después de sustituir {\displaystyle rk=h}.
Un área de superficie diferencial de la pared lateral curvada es
{\displaystyle dA_{s}=kr(\sin \theta )\cdot r\,d\theta =kr^{2}(\sin \theta )\,d\theta },
área que pertenece a un rectángulo casi plano delimitado por los vértices {\displaystyle (r\cos \theta ,r\sin \theta ,0)}, {\displaystyle (r\cos \theta ,r\sin \theta ,kr\sin \theta )}, {\displaystyle (r\cos(\theta +d\theta ),r\sin(\theta +d\theta ),0)} y {\displaystyle (r\cos(\theta +d\theta ),r\sin(\theta +d\theta ),kr\sin(\theta +d\theta ))}, y cuyo ancho y alto son por lo tanto {\displaystyle r\,d\theta } y (lo suficientemente cerca de) {\displaystyle kr\sin \theta }, respectivamente.
Entonces el área de la superficie de la pared es
{\displaystyle A_{s}=\int _{0}^{\pi }dA_{s}=\int _{0}^{\pi }kr^{2}(\sin \theta )\,d\theta =kr^{2}\int _{0}^{\pi }\sin \theta \,d\theta }
donde la integral da como resultado {\displaystyle -[\cos \theta ]_{0}^{\pi }=-[-1-1]=2}, de modo que el área de la pared es
{\displaystyle A_{s}=2kr^{2}},
y sustituyendo la relación {\displaystyle rk=h}
{\displaystyle A_{s}=2rh}.
La base de la úngula cilíndrica tiene el área de la superficie de medio círculo de radio r: {\displaystyle {1 \over 2}\pi r^{2}}, y la parte superior inclinada de dicha úngula es una media elipse con eje semi-menor de longitud r y semi-eje mayor de longitud {\displaystyle r{\sqrt {1+k^{2}}}}, de modo que su área es
{\displaystyle A_{t}={1 \over 2}\pi r\cdot r{\sqrt {1+k^{2}}}={1 \over 2}\pi r{\sqrt {r^{2}+(kr)^{2}}}}
y sustituyendo los rendimientos {\displaystyle kr=h}
{\displaystyle A_{t}={1 \over 2}\pi r{\sqrt {r^{2}+h^{2}}}}. ∎
Obsérvese cómo el área de la superficie de la pared lateral está relacionada con el volumen: siendo esa área de superficie {\displaystyle 2kr^{2}}, multiplicarla por {\displaystyle dr} da el volumen de la mitad de una capa diferencial, cuya integral es {\displaystyle {2 \over 3}kr^{3}}, el volumen buscado.
Cuando la pendiente k es igual a 1, entonces dicha úngula es precisamente un octavo de un bicilindro, cuyo volumen es {\displaystyle {16 \over 3}r^{3}}. Un octavo de este volumen es {\displaystyle {2 \over 3}r^{3}}.

## Úngula cónica

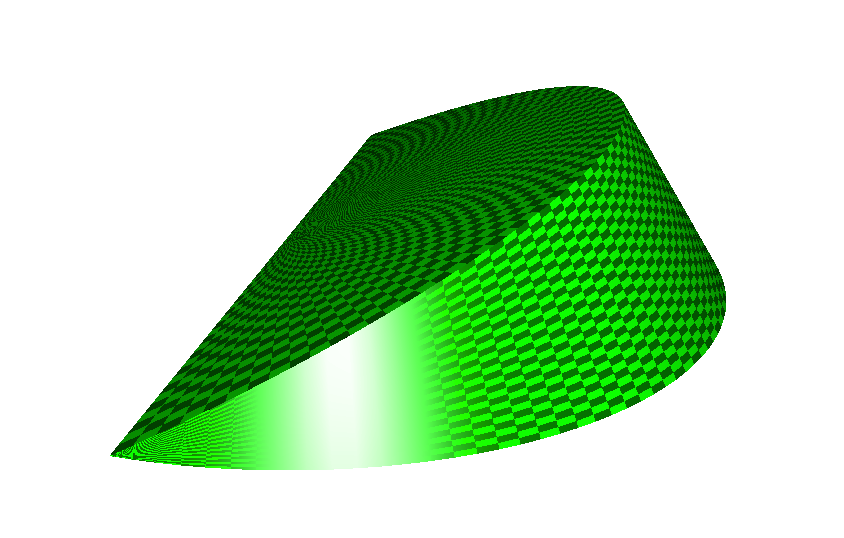
Úngula de un cono recto circular

Una úngula cónica de altura h, radio de la base r y pendiente de la superficie plana superior k (si la base semicircular está en la parte inferior, en el plano z = 0) tiene volumen
{\displaystyle V={r^{3}kHI \over 6}}
donde
{\displaystyle H={1 \over {1 \over h}-{1 \over rk}}}
es la altura del cono del que se ha cortado la úngula, y
{\displaystyle I=\int _{0}^{\pi }{2H+kr\sin \theta  \over (H+kr\sin \theta )^{2}}\sin \theta \,d\theta }.
El área de la superficie de la pared lateral curvada es
{\displaystyle A_{s}={kr^{2}{\sqrt {r^{2}+H^{2}}} \over 2}I}.
Como comprobación de la coherencia del resultado, considérese lo que sucede cuando la altura del cono llega al infinito, de modo que el cono se convierte en un cilindro en el límite:
{\displaystyle \lim _{H\rightarrow \infty }{\Big (}I-{4 \over H}{\Big )}=\lim _{H\rightarrow \infty }{\Big (}{2H \over H^{2}}\int _{0}^{\pi }\sin \theta \,d\theta -{4 \over H}{\Big )}=0}
de modo que
{\displaystyle \lim _{H\rightarrow \infty }V={r^{3}kH \over 6}\cdot {4 \over H}={2 \over 3}kr^{3}},
{\displaystyle \lim _{H\rightarrow \infty }A_{s}={kr^{2}H \over 2}\cdot {4 \over H}=2kr^{2}} y
{\displaystyle \lim _{H\rightarrow \infty }A_{t}={1 \over 2}\pi r^{2}{{\sqrt {1+k^{2}}} \over 1+0}={1 \over 2}\pi r^{2}{\sqrt {1+k^{2}}}={1 \over 2}\pi r{\sqrt {r^{2}+(rk)^{2}}}},
cuyos resultados concuerdan con el caso cilíndrico.

### Demostración
Sea un cono descrito por
{\displaystyle 1-{\rho  \over r}={z \over H}}
donde r y H son constantes y z y ρ son variables, con
{\displaystyle \rho ={\sqrt {x^{2}+y^{2}}},\qquad 0\leq \rho \leq r}
y
{\displaystyle x=\rho \cos \theta ,\qquad y=\rho \sin \theta }.
Cortando el cono por un plano
{\displaystyle z=ky=k\rho \sin \theta }.
Sustituyendo esta z en la ecuación del cono y despejando ρ se obtiene
{\displaystyle \rho _{0}={1 \over {1 \over r}+{k\sin \theta  \over H}}}
que para un valor dado de θ es la coordenada radial del punto común al plano y al cono que está más alejado del eje del cono en un ángulo θ desde el eje x. La coordenada de altura cilíndrica de este punto es
{\displaystyle z_{0}=H{\Big (}1-{\rho _{0} \over r}{\Big )}}.
Entonces, en la dirección del ángulo θ, una sección transversal de la úngula cónica se asemeja al triángulo
{\displaystyle (0,0,0)-(\rho _{0}\cos \theta ,\rho _{0}\sin \theta ,z_{0})-(r\cos \theta ,r\sin \theta ,0)}.
Al rotar este triángulo en un ángulo {\displaystyle d\theta } sobre el eje z, se obtiene otro triángulo con {\displaystyle \theta +d\theta }, {\displaystyle \rho _{1}}, {\displaystyle z_{1}} sustituido por {\displaystyle \theta }, {\displaystyle \rho _{0}} y {\displaystyle z_{0}} respectivamente, donde {\displaystyle \rho _{1}} y {\displaystyle z_{1}} son funciones de {\displaystyle \theta +d\theta } en lugar de {\displaystyle \theta }. Dado que {\displaystyle d\theta } es infinitesimal, {\displaystyle \rho _{1}} y {\displaystyle z_{1}} también varían infinitesimalmente desde {\displaystyle \rho _{0}} y {\displaystyle z_{0}}, por lo que para efectos de considerar el volumen de la pirámide trapezoidal diferencial, pueden considerarse iguales.
La pirámide trapezoidal diferencial tiene una base trapezoidal con una longitud en la base (del cono) de {\displaystyle rd\theta }, una longitud en la parte superior de {\displaystyle {\Big (}{H-z_{0} \over H}{\Big )}rd\theta } y una altura {\displaystyle {z_{0} \over H}{\sqrt {r^{2}+H^{2}}}}, por lo que el trapezoide tiene un área
{\displaystyle A_{T}={r\,d\theta +{\Big (}{H-z_{0} \over H}{\Big )}r\,d\theta  \over 2}{z_{0} \over H}{\sqrt {r^{2}+H^{2}}}=r\,d\theta {(2H-z_{0})z_{0} \over 2H^{2}}{\sqrt {r^{2}+H^{2}}}}.
Una altura desde la base trapezoidal hasta el punto {\displaystyle (0,0,0)} tiene una longitud diferencialmente cercana a
{\displaystyle {rH \over {\sqrt {r^{2}+H^{2}}}}}
una altitud de uno de los triángulos laterales de la pirámide trapezoidal. El volumen de la pirámide es un tercio de su área de base multiplicada por la longitud de su altura, por lo que el volumen de la úngula cónica es la integral de la expresión anterior:
{\displaystyle V=\int _{0}^{\pi }{1 \over 3}{rH \over {\sqrt {r^{2}+H^{2}}}}{(2H-z_{0})z_{0} \over 2H^{2}}{\sqrt {r^{2}+H^{2}}}r\,d\theta =\int _{0}^{\pi }{1 \over 3}r^{2}{(2H-z_{0})z_{0} \over 2H}d\theta ={r^{2}k \over 6H}\int _{0}^{\pi }(2H-ky_{0})y_{0}\,d\theta }
donde
{\displaystyle y_{0}=\rho _{0}\sin \theta ={\sin \theta  \over {1 \over r}+{k\sin \theta  \over H}}={1 \over {1 \over r\sin \theta }+{k \over H}}}
Sustituyendo el lado derecho en la integral y haciendo alguna manipulación algebraica, se obtiene la fórmula para obtener el volumen buscado.
Para la pared lateral:
{\displaystyle A_{s}=\int _{0}^{\pi }A_{T}=\int _{0}^{\pi }{(2H-z_{0})z_{0} \over 2H^{2}}r{\sqrt {r^{2}+H^{2}}}\,d\theta ={kr{\sqrt {r^{2}+H^{2}}} \over 2H^{2}}\int _{0}^{\pi }(2H-z_{0})y_{0}\,d\theta }
y la integral del lado derecho se simplifica a {\displaystyle H^{2}rI}. ∎
Como comprobación de coherencia, considérese lo que sucede cuando k llega al infinito; entonces la úngula cónica debe convertirse en un semicono.
{\displaystyle \lim _{k\rightarrow \infty }{\Big (}I-{\pi  \over kr}{\Big )}=0}
{\displaystyle \lim _{k\rightarrow \infty }V={r^{3}kH \over 6}\cdot {\pi  \over kr}={1 \over 2}{\Big (}{1 \over 3}\pi r^{2}H{\Big )}}
que es la mitad del volumen de un cono.
{\displaystyle \lim _{k\rightarrow \infty }A_{s}={kr^{2}{\sqrt {r^{2}+H^{2}}} \over 2}\cdot {\pi  \over kr}={1 \over 2}\pi r{\sqrt {r^{2}+H^{2}}}}
que es la mitad del área de la superficie de la pared curva de un cono.

### Superficie de la parte superior
Cuando {\displaystyle k=H/r}, la "parte superior" (es decir, la cara plana que no es semicircular como la base) tiene una forma parabólica y el área de su superficie es
{\displaystyle A_{t}={2 \over 3}r{\sqrt {r^{2}+H^{2}}}}.
Cuando {\displaystyle k<H/r} entonces la parte superior tiene una forma elíptica (es decir, es menos de la mitad de una elipse) y su área de superficie es
{\displaystyle A_{t}={1 \over 2}\pi x_{max}(y_{1}-y_{m}){\sqrt {1+k^{2}}}\Lambda }
donde
{\displaystyle x_{max}={\sqrt {{k^{2}r^{4}H^{2}-k^{4}r^{6} \over (k^{2}r^{2}-H^{2})^{2}}+r^{2}}}},
{\displaystyle y_{1}={1 \over {1 \over r}+{k \over H}}},
{\displaystyle y_{m}={kr^{2}H \over k^{2}r^{2}-H^{2}}},
{\displaystyle \Lambda ={\pi  \over 4}-{1 \over 2}\arcsin(1-\lambda )-{1 \over 4}\sin(2\arcsin(1-\lambda ))} y
{\displaystyle \lambda ={y_{1} \over y_{1}-y_{m}}}.
Cuando {\displaystyle k>H/r} entonces la parte superior es una sección de una hipérbola y su superficie es
{\displaystyle A_{t}={\sqrt {1+k^{2}}}(2Cr-aJ)}
donde
{\displaystyle C={y_{1}+y_{2} \over 2}=y_{m}},
{\displaystyle y_{1}} es como arriba,
{\displaystyle y_{2}={1 \over {k \over H}-{1 \over r}}},
{\displaystyle a={r \over {\sqrt {C^{2}-\Delta ^{2}}}}},
{\displaystyle \Delta ={y_{2}-y_{1} \over 2}},
{\displaystyle J={r \over a}B+{\Delta ^{2} \over 2}\log {\Biggr |}{{r \over a}+B \over {-r \over a}+B}{\Biggr |}},
donde el logaritmo es natural, y
{\displaystyle B={\sqrt {\Delta ^{2}+{r^{2} \over a^{2}}}}}.